# Be Aware of Scorpions
Be Aware of Scorpions è  il settimo album in studio<  del Michael Schenker Group, edito nel 2001.

## Tracce
1. No Turning Back - 4:38 (Chris Logan - Michael Schenker)
2. My Time's Up - 3:39 (Chris Logan - Michael Schenker)
3. Fallen in Love - 4:30 (Chris Logan - Michael Schenker - Ralph Patlan)
4. Because I Can - 3:03 (Chris Logan)
5. How Will You Get Back - 4:57 (Chris Logan - Michael Schenker)
6. Blinded by Technology - 5:10 (Chris Logan - Michael Schenker)
7. Age of Ice - 3:57 (Chris Logan - Michael Schenker)
8. Standing on the Road - 5:20 (Chris Logan - Michael Schenker)
9. Sea of Memory - 4:59 (Chris Logan - Michael Schenker)
10. On Your Way - 3:41 (Chris Logan - Michael Schenker)
11. Reflection of Your Heart - 4:53 (Chris Logan - Michael Schenker)
12. Roll It Over - 3:21 Martin
13. Eyes of a Child - 4:53 (Chris Logan - Michael Schenker)
14. Why (You Already Know) - 4:56 (Chris Logan - Michael Schenker)

## Formazione
- Chris Logan - voce
- Michael Schenker - chitarra
- Stu Hamm - basso
- Jeff Martin - batteria